# کوماریلا بهاتا
 کوماریلا بهاتا {(به انگلیسی: Kumārila Bhaṭṭa) فیلسوف و محقق میمامسا قرن هفتم میلادی بود در جنوب هند می‌زیسته‌است.
سنت هندو به «کوماریلا» عنوان علامه «بهاتا» «بهاتتا» (Bhaṭṭa) را داده‌است. وی در تکامل «میمامسا» (می مانسا) و ارتقاء آن به دیدگاه فلسفی کوشیده‌است که در آن مسائل مورد بحث فقط از دریچهٔ ارتباط آنان با مراسم عبادی مورد بررسی قرار نمی‌گرفت.

## میمامسا
می مانسا یکی از مهمترین مباحث فلسفه ی هندی را که مبحث شناخت است در مرکز توجه خود قرار داده‌است.

## آثار
وی کلیهٔ مبانی سوتراها و اثر «شابارا» را در سه رساله بزرگ تفسیر کرده. که عبارتند:
شلو کاوارتیکا Shlokavartika
تانترا وارتیکا Tantravartika
تویتی کا Tuptika

## شناخت
کوماریلا معتقد بود برای آنکه شناخت معتبر باشد می‌باید تازه و بکر یا بی‌سابقه بوده و خلافش به اثبات نرسیده باشد.
و دو مرحله ای بودن ادراک.